# Zeuctodesmus caeruleus
Zeuctodesmus caeruleus är en mångfotingart som beskrevs av Pocock 1909. Zeuctodesmus caeruleus ingår i släktet Zeuctodesmus och familjen Holistophallidae. Inga underarter finns listade i Catalogue of Life.